# Finding God Before God Finds Me
Finding God Before God Finds Me é o segundo álbum de estúdio da banda de metalcore estadunidense Bad Omens, lançado em 2 de agosto de 2019 pela Sumerian Records. Foi o primeiro lançamento do grupo como quarteto após a saída do baixista Vincent Riquier em julho de 2018.
Em 17 de janeiro de 2020, o álbum foi relançado em uma edição deluxe com a adição dos singles "Never Know" e "Limits" (o primeiro foi lançado como single em 17 de dezembro de 2019) e um cover de "Come Undone" de Duran Duran. Em dezembro do mesmo ano, a banda lançou um videoclipe para "Careful What You Wish For", promovendo o EP FGBGFM Unplugged que incluiu a música.

## Faixas
| N.º            | Título                      | Duração |  |
| 1.             | "Kingdom of Cards"          | 4:21    |  |
| 2.             | "Running in Circles"        | 3:56    |  |
| 3.             | "Careful What You Wish For" | 4:32    |  |
| 4.             | "The Hell I Overcame"       | 3:34    |  |
| 5.             | "Dethrone"                  | 3:29    |  |
| 6.             | "Blood"                     | 3:50    |  |
| 7.             | "Mercy"                     | 5:17    |  |
| 8.             | "Said & Done"               | 3:24    |  |
| 9.             | "Burning Out"               | 4:25    |  |
| 10.            | "If I'm There"              | 5:21    |  |
| Duração total: | Duração total:              | 42:13   |  |

| Edição deluxe  |                |         |  |
| N.º            | Título         | Duração |  |
| 1.             | "Never Know"   | 3:33    |  |
| 2.             | "Limits"       | 3:27    |  |
| 3.             | "Come Undone"  | 4:21    |  |
| Duração total: | Duração total: | 53:36   |  |

## Ficha técnica
- Noah Sebastian – vocais
- Joakim "Jolly" Karlsson – guitarra solo
- Nicholas Ruffilo – guitarra rítmica
- Nick Folio – bateria

## Paradas
| Parada                                        | Posição de pico |
| --------------------------------------------- | --------------- |
| Estados Unidos (Top Hard Rock Albums)         | 7               |
| Estados Unidos (Billboard Top Heatseekers)    | 4               |
| Estados Unidos (Billboard Independent Albums) | 12              |
| Estados Unidos (Top Rock Albums)              | 21              |